# Universitas Musamus Merauke
Universitas Musamus Merauke – indonezyjska uczelnia publiczna w mieście Merauke (prowincja Papua). Uczelnia została założona w 2001 roku pod nazwą Sekolah Tinggi Teknologi Merauke.

## Wydziały
- Fakultas Ekonomi dan Bisnis
- Fakultas Hukum
- Fakultas Ilmu Sosial dan Ilmu Politik
- Fakultas Keguruan dan Ilmu Pendidikan
- Fakultas Pertanian
- Fakultas Teknik

Źródło: .